# Best of Pop X
Best of Pop X è un album del gruppo musicale italiano di musica elettronica Pop X, il primo ad essere pubblicato in formato fisico, il 20 febbraio 2015 da I Dischi di Plastica de I Camillas.
Il disco è una raccolta di quindici tracce, remixate e riarrangiate, precedentemente pubblicate in formato digitale attraverso il canale Bandcamp ufficiale della band.

## Tracce
1. Pierino – 3:40
2. Le nuvole e il delta – 3:16 – Tratto da Territori
3. Cattolica – 3:16 – Tratto da Il Tempo di un Cannone
4. Legoland – 3:30 – Tratto da Il Tempo di un Cannone
5. Paiazo – 6:16 – Tratto da Il Tempo di un Cannone
6. Com'è l'Amore ai tempi in cui... – 3:31 – Tratto da Dedicato a Quelli che Stanno Presso lo Sbando
7. Il mio pianeta – 3:16
8. Drogata schifosa – 2:56 – Tratto da Abete di Pile
9. Una vita stupenda – 3:07 – Tratto da Il Tempo di un Cannone
10. Buena fine estate – 3:54 – Tratto da Il Tempo di un Cannone
11. Io centro con i missili – 3:12 – Tratto da Abete di Pile
12. Motoretta – 4:11
13. Superblu – 3:20
14. Sono stato ghey – 3:02
15. Landfill – 3:18 – (13:46 dopo la ripubblicazione su Spotify, contiene la ghost track "Bangladesh dal Vivo")